# Jadwiga Zarugiewiczowa
Jadwiga Zarugiewiczowa (ur. 27 kwietnia 1879 w Kutach, zm. 16 maja 1968 w Suwałkach) – polska Ormianka, symboliczna matka Nieznanego Żołnierza.

## Życiorys
Córka Mikołaja i Petroneli Bohosiewicz. W 1900 roku wyszła za mąż za polskiego Ormianina Andrzeja Zarugiewicza. Mieli czwórkę dzieci: Konstantego, Stefana, Wacława i Zofię. 19-letni Konstanty, jeden z Lwowskich Orląt, zginął 17 sierpnia 1920 roku w bitwie pod Zadwórzem. W 1925 roku w związku z budową Grobu Nieznanego Żołnierza w Warszawie poproszono ją o wybranie jednego z trzech bezimiennych żołnierzy ekshumowanych na Cmentarzu Łyczakowskim we Lwowie. Wybrała żołnierza bez szarży z maciejówką. Po wybuchu II wojny światowej Zarugiewiczowie wyjechali ze Lwowa. Mieszkali w Nisku, Rabce (gdzie zmarł Andrzej Zarugiewicz), Krakowie, Białymstoku u syna Wacława.
Jadwiga Zarugiewiczowa zmarła w szpitalu psychiatrycznym w Suwałkach i została pochowana na tamtejszym cmentarzu parafialnym. 30 maja 2016 roku dzięki staraniom sekretarza Rady Ochrony Pamięci Walk i Męczeństwa Andrzeja Kunerta oraz Fundacji Ormiańskiej jej prochy zostały ekshumowane. Po mszy w katedrze polowej Wojska Polskiego w Warszawie pochowano ją na Cmentarzu Wojskowym na Powązkach w kwaterze żołnierzy poległych w wojnie 1919–1920 roku. Na jej grobie ustawiono chaczkar.

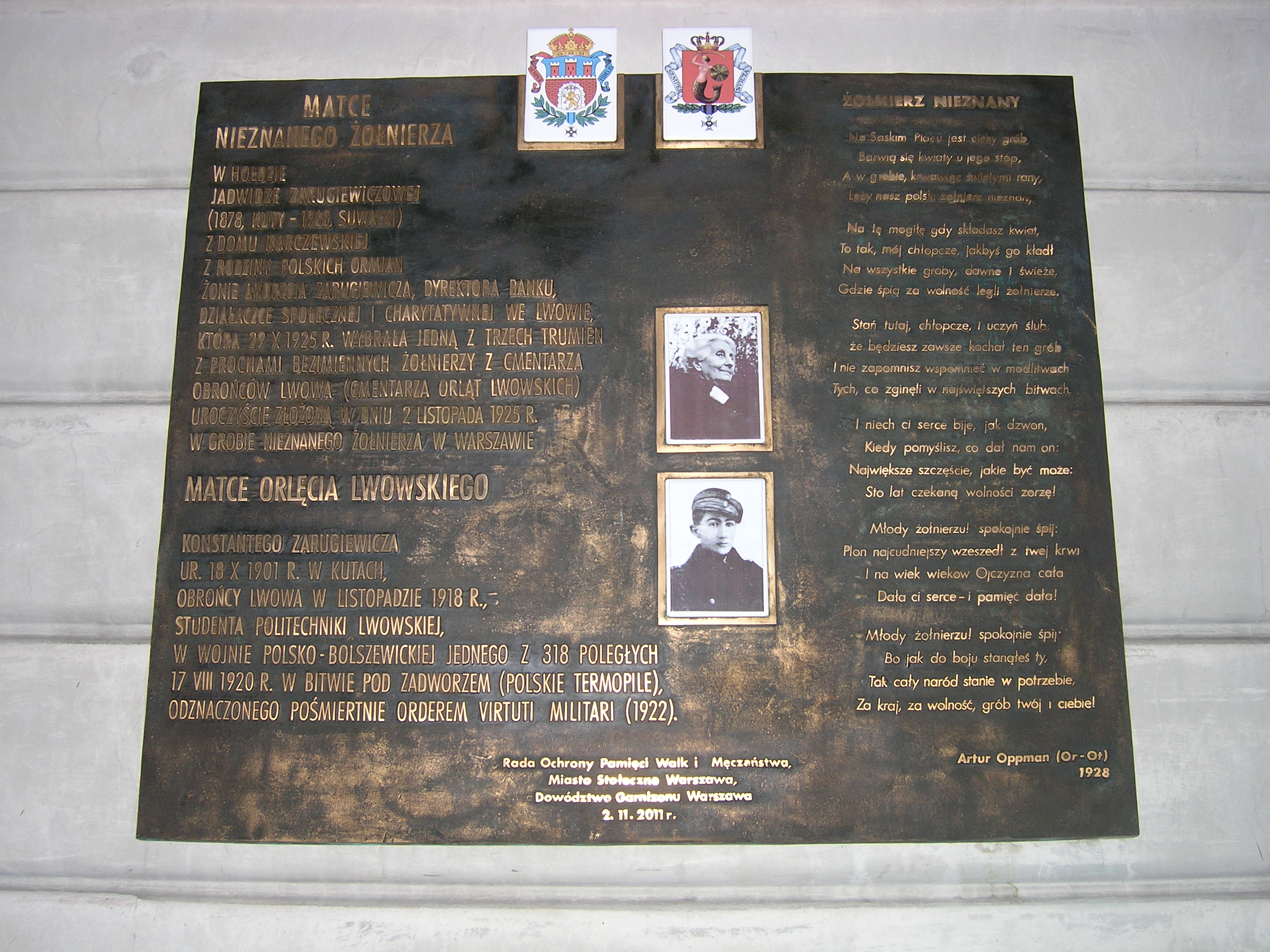
Tablica upamiętniająca Jadwigę Zarugiewiczową

## Upamiętnienie
- 2 listopada 2011 roku na budynku Dowództwa Garnizonu Warszawa na placu Piłsudskiego odsłonięto tablicę pamiątkową poświęconą Jadwidze Zarugiewiczowej[5].

## Odznaczenia
- W 2016 roku została odznaczona pośmiertnie Krzyżem Kawalerskim Orderu Odrodzenia Polski[3].